# شارپ ۵۴۲۶
سیارک ۵۴۲۶ (به انگلیسی: 5426 Sharp، نامگذاری:1985DD) پنج هزار و چهارصد و بیست و ششمین سیارک کشف شده است که در ۱۶ فوریه ۱۹۸۵ کشف شد.
قدر مطلق سیارک برابر ۱۳٫۸۰ است.